# Philadelphia (Vermont)
Philadelphia war eine Gemeinde im Rutland County des heutigen Bundesstaates Vermont in den USA. Es wurde als Teil der New Hampshire Grants am 14. März 1761 durch den Gouverneur Benning Wentworth zur Besiedlung ausgerufen. Das Gebiet liegt im westlichen Teil der Green Mountains und wird mittig durch einen unbewohnbaren Höhenzug, der in Ost-West-Richtung verläuft, unterteilt. Diese natürliche Barriere erschwerte die Besiedlung und später die Kommunikation zwischen dem nördlichen und dem südlichen Siedlungsgebiet und damit die Verwaltung des Gebietes erheblich und war der Grund für die spätere Teilung.
Die erste Volkszählung in den Vereinigten Staaten registrierte in Philadelphia 39 Einwohner, die von 1800 nennt 125 Bewohner. Beide Zahlen beziehen sich auf den Südteil des Gebietes; der erste Siedler im Nordteil wurde 1806 registriert, die erste Geburt 1807.
Das Gebiet wurde 1814 zweigeteilt. Die nördliche Hälfte wurde am 9. November 1814 der Nachbargemeinde Goshen im Addison County zugeschlagen. Die südliche Hälfte blieb zunächst selbständig, wurde aber zwei Jahre später, am 2. November 1816, der Nachbargemeinde Chittenden angegliedert.